# Anemia pastinacaria
Anemia pastinacaria är en ormbunkeart som beskrevs av Johann Wilhelm Karl Moritz och Karl Anton Eugen Prantl. Anemia pastinacaria ingår i släktet Anemia och familjen Anemiaceae. Inga underarter finns listade.